# کی دسلیس
کی دسلیس (انگلیسی: Kay Deslys؛ ‏ ۲۸ سپتامبر ۱۸۹۹ – ۱۵ اوت ۱۹۷۴) بازیگر اهل بریتانیا بود.
از فیلم‌هایی که وی در آن نقش داشته‌است، می‌توان به آسیاب سرخ، دل‌های لرزان، لحظه سرنوشت‌ساز، از پنجره پریدیم پائین، زیر صفر، برادر شیطان، جویندگان طلا، سیل جانزتاون و روز عالی اشاره کرد.